# Hugo Valente

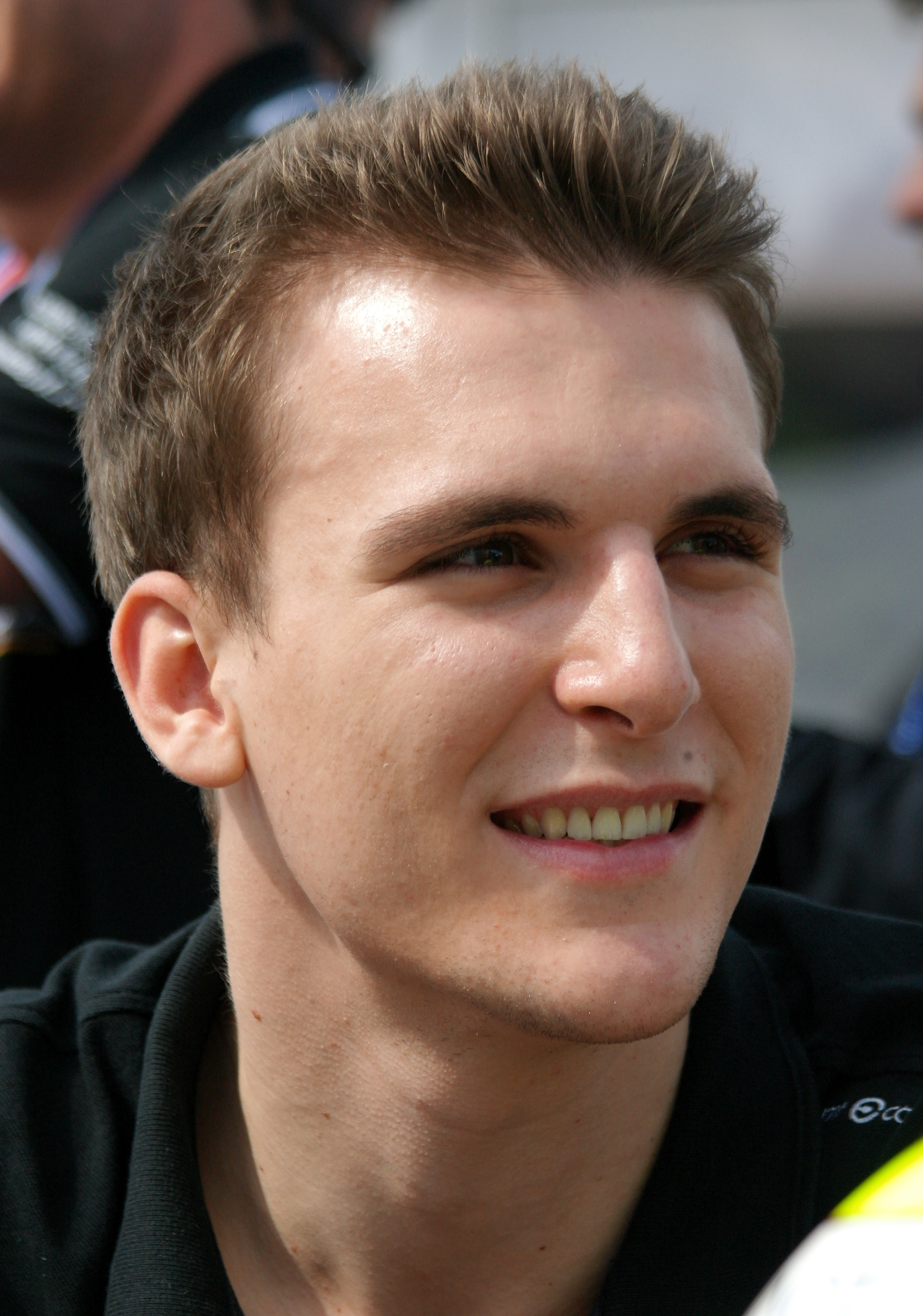
Valente in 2014

Hugo Valente (Choisy-le-Roi, Parijs, 17 juni 1992) is een Frans autocoureur.

## Carrière
In 2009 stapte Valente over van het karting naar het formuleracing, waar hij in de Eurocup Formule Renault 2.0 reed voor SG Formula. Hij eindigde het seizoen als 24e in het kampioenschap met een achtste plaats op de Nürburgring als beste resultaat.
In 2010 bleef Valente in de Eurocup rijden, maar stapte hij over naar het nieuwe team Tech 1 Racing naast Arthur Pic en Aaro Vainio. Hij behaalde met een tweede plaats op het Motorland Aragón zijn enige podiumplaats, waarmee hij als twaalfde eindigde in het kampioenschap.
Na een sabbatical in 2011 keerde Valente in 2012 terug in de touringcars in de Franse Seat Leon Supercopa. Hij eindigdeals tweede in het kampioenschap achter Jimmy Antunes.
In 2012 maakte Valente ook zijn debuut in het World Touring Car Championship in het raceweekend op het Shanghai International Circuit voor het team SUNRED Engineering in een SUNRED SR Leon 1.6T, waarbij hij de naar Honda vertrokken Tiago Monteiro eenmalig verving. Hij kwalificeerde zich als 23e, waarna hij de races als vijftiende en achttiende eindigde. In de eerste race kreeg hij echter 30 seconden straf voor het afsnijden van een chicane, waardoor hij terugviel naar plaats 16.
In 2013 zou Valente fulltime in het WTCC rijden voor het nieuwe team Campos Racing naast Fernando Monje in een Seat Leon. De start van zijn seizoen werd echter uitgesteld tot het vierde raceweekend op de Hungaroring, toen Campos hun tweede auto af had. Hij reed de ronde op de Moscow Raceway niet, waar hij vervangen werd door European Touring Car Cup-coureur Nikolay Karamyshev.